# Río Santa María (Chihuahua)
El río Santa María es un río en México, en el estado de Chihuahua, drena de la Sierra Madre Occidental pero es un cuenca endorreica, es decir, no fluye en un río, mar u océano. Es popular por el canotaje.